# Molophilus (Molophilus) tripectinatus
Molophilus (Molophilus) tripectinatus is een tweevleugelige uit de familie steltmuggen (Limoniidae). De soort komt voor in het Australaziatisch gebied.